# مسلمانان کرد
مسلمانان کُرد (به کردی: موسڵمانه کورده‌کان، Musêlmanên Kurd) کردهایی هستند که از اسلام پیروی می‌کنند، که قرن‌هاست بزرگ‌ترین دین در میان کُردها است. کردها عمدتاً در قرن هفتم مسلمان شدند.

## تاریخ
پیش از اسلام، بیشتر کُردها پیرو آیین‌های چندخدایی ایرانیِ غربی بودند که ریشه در سنت‌های هندوایرانی داشتند. کُردها نخستین بار در سدهٔ هفتم میلادی و در جریان فتوحات آغازین مسلمانان با اسلام مواجه شدند. کُردها پیش از اسلام ملتی بودند که میان امپراتوری بیزانس و امپراتوری ساسانی تقسیم شده بودند، اما بعدها تحت خلافت راشدین متحد شدند. جابان کردی و پسرش میمون کُردی نخستین کُردهایی بودند که به اسلام گرویدند و همچنین از مبلغین اسلامی بودند که به گسترش اسلام در میان بسیاری از کُردها کمک کردند. خلیل کُردی سَمعانی نیز از نخستین تابعین کُرد به‌شمار می‌رفت. اسلام‌آوری گستردهٔ کُردها تا دوران خلافت عمر بن خطاب، دومین خلیفهٔ راشدین (۶۳۴ تا ۶۴۴ میلادی)، روی نداد. کُردها نخستین بار در سال ۶۳۷ میلادی و در جریان فتح ایران توسط مسلمانان با سپاهیان اسلامی روبه‌رو شدند. قبایل کُرد از عناصر مهم در امپراتوری ساسانی به‌شمار می‌رفتند و در آغاز، میان سال‌های ۶۳۹ تا ۶۴۴، پشتیبانی نیرومندی از ساسانیان در جنگ با سپاه مسلمانان کردند. با این حال، هنگامی که روشن شد ساسانیان به‌زودی سقوط خواهند کرد، سران قبایل کُرد یک‌به‌یک در برابر سپاه مسلمانان تسلیم شدند و اسلام را پذیرفتند و به دنبال آنان، اعضای قبایل نیز همین راه را در پیش گرفتند.

با وجود این‌که مسلمانان بر سراسر کردستان تسلط یافتند و بیشتر کُردها به اسلام گرویدند، گروه‌های کوچکی از کُردها در کوه‌های صعب‌العبور باقی ماندند و اسلام را نپذیرفتند. تا سدهٔ سیزدهم میلادی، برخی از آنان همچنان وجود داشتند و گاه به سکونتگاه‌های مسلمانان حمله می‌کردند. ابن عبری نوشته است:
«در سال ششصد و دو هجری عربی (۱۲۰۵ میلادی)، گروهی از کُردها که در کوه‌های ماد بودند و به نام تیراهایه شناخته می‌شدند، از کوه‌ها فرود آمدند و ویرانی‌های بزرگی در آن سرزمین‌ها پدیدآوردند. سپاهیانی از ایرانیان گرد آمدند و با آنان در جنگ رویاروی شدند و بسیاری از ایشان کشته شدند. این کوه‌نشینان هنوز به ایمان مسلمانان درنیامده بودند، بلکه به آیین‌های بت‌پرستی و زرتشت پایبند مانده بودند، و هرگاه مسلمانی به دست آنان می‌افتاد، او را با شکنجه‌های سخت به قتل می‌رساندند.
تا سدهٔ هشتم میلادی، بیشتر آنان بدون آن‌که دچار عرب‌سازی شوند، به اسلام گرویده بودند. مقاومت کُردها در برابر عرب‌ها بیشتر دلایل اجتماعی داشت تا بی‌میلی نسبت به پذیرش دین اسلام.
امروزه، اکثریت کُردها مسلمان سنی هستند و در کنار آنان اقلیت‌هایی از شیعه، صوفی و علوی نیز وجود دارند. کُردهای سنی عمدتاً پیرو مذهب شافعی هستند. اقلیت کوچکی از کُردها نیز پیرو زیدیه بودند، پیش از آن‌که این مذهب رو به افول برود. تقریباً ۷۵٪ کُردها مسلمان سنی، حدود ۱۵٪ مسلمان شیعه و باقی‌ماندهٔ ۱۰٪ پیرو سایر مذاهب و ادیان مختلف هستند.

## مسلمانان کُرد معاصر
اسلام حمایت قوی‌ای از کردها به‌دست آورده و به‌طور تاریخی به‌عنوان ستون فقرات جنبش کرد عمل کرده است.
پس از سکولار شدن ترکیه، کردستان ترکیه به آخرین سنگر اسلام تبدیل شد، جایی که مدارس اسلامی حفظ شدند و بسیاری از علما و دانشمندان مسلمان ترک برای دریافت آموزش صحیح اسلامی به کردستان رفتند. اولین مسجد در ترکیهٔ امروزی، مسجد منوچهر بود که در سال ۱۰۷۲ توسط سلسلهٔ مسلمان کُرد، شدادیان، ساخته شد.
پس از ظهور اسلام‌گرایی کردی (یک ایدئولوژی ملی‌گرای کردی و اسلام‌گرا) در دههٔ ۱۹۸۰، از هویت کُردی و دین اسلام خود برای دفاع از خود در برابر دشمنان اصلی‌شان یعنی ایران، عراق، ترکیه و سوریه استفاده کردند.